# جان گاتری
جان گاتری (انگلیسی: Jon Guthrie؛ زادهٔ ۲۹ ژوئیهٔ ۱۹۹۲) بازیکن فوتبال اهل بریتانیا است.
از باشگاه‌هایی که در آن بازی کرده‌است می‌توان به باشگاه فوتبال کرو آلکساندرا، باشگاه فوتبال پیوزی ویل، و باشگاه فوتبال لیک تاون اشاره کرد.